# 湖南有色集团
湖南有色金属控股集团有限公司 簡稱湖南有色、，是一間湖南省礦業公司，屬央企中國五礦旗下子公司。
目前湖南有色集團擁有境内外34家有色骨幹企業。集團旗下之「湖南有色金属股份有限公司」（湖南有色股份、湖南有色金属）曾於香港交易所主板上市（港交所前代碼: 2626），2014年被私有化。

## 簡介
- 主要產品包括鎢、鋅、銻、鉛及其他有色金屬產品。
- 在河南省設有5個營運中心
- 主要經營3個礦井，包括柿竹園礦井及鍚礦山礦井。
- 湖南有色金属控股集团有限公司组建于2004年，综合实力位居中国有色业前5强，
- 由株洲冶炼集团有限责任公司、株洲硬质合金集团有限公司等8家企事业单位组成。
- 截至2004年，其资产总额112亿元人民幣，注册资本28亿元。
- 还拥有2家上市公司“株冶火炬”、"中鎢高新" (自2006年10月)。
- 集团公司拥有湖南省主要的铅、锌、钨、锑、鉍等矿产资源
- 及开采权，集采矿、冶炼、研发、加工和深加工、科工贸为一体，
- 是中国知名的多品种有色金属及其深加工产品和技术服务供应商。

## 歷史
湖南有色集团於2004年7月18日成立，注册资本为28亿元。成立時擁有8間子公司，分別為株洲冶炼集团有限责任公司、株洲硬质合金集团有限公司、水口山有色金属集团有限责任公司、黄沙坪铅锌矿、长沙矿山研究院、锡矿山闪星锑业有限责任公司、柿竹园有色金属有限责任公司和湖南湘铝有限责任公司。 部份公司原屬中國銅鉛鋅集團公司，於2000年轉歸湖南省國資委擁有。

### 近況
2009年國務院國資委以中国五矿集团的名義(經子公司五礦股份)，收購湖南省政府國資委所擁有的湖南有色集团51%股份。2011年轉讓餘下49%。
2014年12月中，中国五礦集團計劃以每股4.2港元，把湖南有色金屬股份有限公司私有化，以上是以現金收購要約。

## 外部連結
- 官方网站 （.   [2008-02-23]. （原始内容存档于2008-02-23）.）